# Boksitogorsk
Boksitogorsk (en ruso: Бокситогорск) es una localidad del óblast de Leningrado, en Rusia. Centro administrativo de Raión de Boksitogorsk. Está localizada a orillas del río Piardomlia (cuenca del río Sias), 245 km al este de San Petersburgo. Población: 16 475 habitantes (2010). Tiene estatus de gorod desde 1950.

## Historia
Inicialmente, se construyó en 1929 un asentamiento para los trabajadores locales de una mina de bauxita (boksiti en ruso). En 1935 se formó el asentamiento tipo urbano Boksitogorsk (monte de bauxita). En 1940 la población se acercó a 10 000 y se construyó una escuela, un jardín para niños, una enfermería, una farmacia, y varias cafeterías y almacenes.
En 1950 Boksitogorsk recibió el estatus oficial de gorod. El 25 de julio de 1952 se convirtió en el centro administrativo del distrito de Boksitogorsk.

## Economía
Varias empresas de manofactura están localizadas en Boksitogorsk, incluyendo una de las compañías derivadas de RUSAL, productoras de concreto armado, alcohol, comida y productos lácteos.

## Medios de transporte
La autopista H-3 Dimi - Boksitogorsk - Bochevo corre a través de la localidad. La autopista A-114 Issad - Pikaliovo - Vologda se encuentra a 11 km al norte de Boksitogorsk.
Una línea de ferrocarril local conecta a Boksitogorsk con las estaciones de Bolshoi Dvor, San Petersburgo y Vologda. Sin embargo, el servicio para pasajeros actualmente no opera.
El transporte público incluye varias rutas de bus dentro y fuera de la localidad.

## Evolución demográfica
| Censo | 1959 | 1967 | 1970 | 1979 | 1989 | 1992 | 1996 | 1998 | 2000 | 2001 | 2003 | 2005 | 2006 | 2007 | 2009 |
| ----- | ---- | ---- | ---- | ---- | ---- | ---- | ---- | ---- | ---- | ---- | ---- | ---- | ---- | ---- | ---- |
| Pob.  | 20.4 | 22.0 | 22.2 | 23.2 | 21.8 | 21.6 | 20.7 | 20.3 | 19.8 | 19.5 | 18.1 | 17.4 | 17.1 | 16.9 | 16.4 |